# Nukát el-Hamsz tartomány
En-Nukát el-Hamsz tartomány (arabul شعبية النقاط الخمس [Šaʿbiyyat an-Nuqāṭ al-Ḫams]) Líbia huszonkét tartományának egyike. A történelmi Tripolitánia régióban, az ország északnyugati részén fekszik: északon a Földközi-tenger, keleten ez-Závija tartomány, délkeleten el-Dzsabal el-Garbi tartomány, délen Nálút tartomány, nyugaton pedig Tunézia határolja. Székhelye Zuvára városa. Lakossága a 2006-os népszámlálás adatai szerint 287 662 fő.

## Fordítás
Ez a szócikk részben vagy egészben  a   Libyen#Verwaltungsgliederung című német Wikipédia-szócikk ezen változatának fordításán alapul.  Az eredeti cikk szerkesztőit annak laptörténete sorolja fel. Ez a jelzés csupán a megfogalmazás eredetét és a szerzői jogokat jelzi, nem szolgál a cikkben szereplő információk forrásmegjelöléseként.